# Barnesiella viscericola
Espèce
Barnesiella viscericola est l'espèce type des Barnesiella,  genre de bactéries à Gram négatif de l'ordre des Bacteroidales et du phylum Bacteroidota.

## Historique
L'espèce Barnesiella viscericola a été décrite en 2007, en même temps que la création du genre Barnesiella pour contenir deux souches de bactéries isolées du caecum de poulets.

## Taxonomie

### Étymologie
L'étymologie de l'espèce Barnesiella viscericola est la suivante :  vis.ce.ri’co.la L. neut. n. viscus (gen. visceris), intestins; L. masc./fem. n. suff. -cola, habitant; du L. masc./fem. n. incola, dedans; N.L. masc./fem. n. viscericola, ce qui signifie vivant dans les intestins,,.

### Classification Phylogénique
L'analyse phylogénétique de séquences de l'ARNr 16S a permis de classer les Barnesiella viscericola proches de Parabacteroides distasonis. Elles ont donc été classées au sein de la famille Porphyromonadaceae dès leur description et dans le Bergey's Manual. En 2016, les Barnesiella et donc Barnesiella viscericola aussi, sont reclassées dans la famille des Barnesiellaceae nouvellement créée et dont elles deviennent le genre type, et donc séparées de la famille Porphyromonadaceae tout en restant incluses dans l'ordre des Bacteroidales, la classe des Bacteroidia et dans le phylum Bacteroidota.

## Description
Les Barnesiella viscericola sont des bacilles anaérobies à Gram-négatif. Elles sont non-pigmentées et ne forment pas de spores. De plus, elles sont non mobiles.